# La hermandad de la sauna de humo
La hermandad de la sauna de humo (en estonio: Savvusanna sõsarad) es una película documental de 2023 escrita y dirigida por Anna Hints en su debut como directora. Trata sobre un grupo de mujeres que se reúnen en una sauna de humo donde limpian la suciedad de sus cuerpos avergonzados y doloridos.
La hermandad de la sauna de humo tuvo su estreno mundial en el Festival de Cine de Sundance 2023 el 22 de enero de 2023, donde compitió en el concurso mundial de documentales de cine gananado el premio a mejor dirección.
Fue seleccionada como la entrada estonia a la mejor película internacional en la Premios Óscar 2024.

## Recepción

### Recepción de la crítica
En el sitio web agregador de reseñas Rotten Tomatoes, el 100% de las reseñas de 17 críticos son positivas, con una calificación promedio de 7,6/10.